# Peñón de Ifach

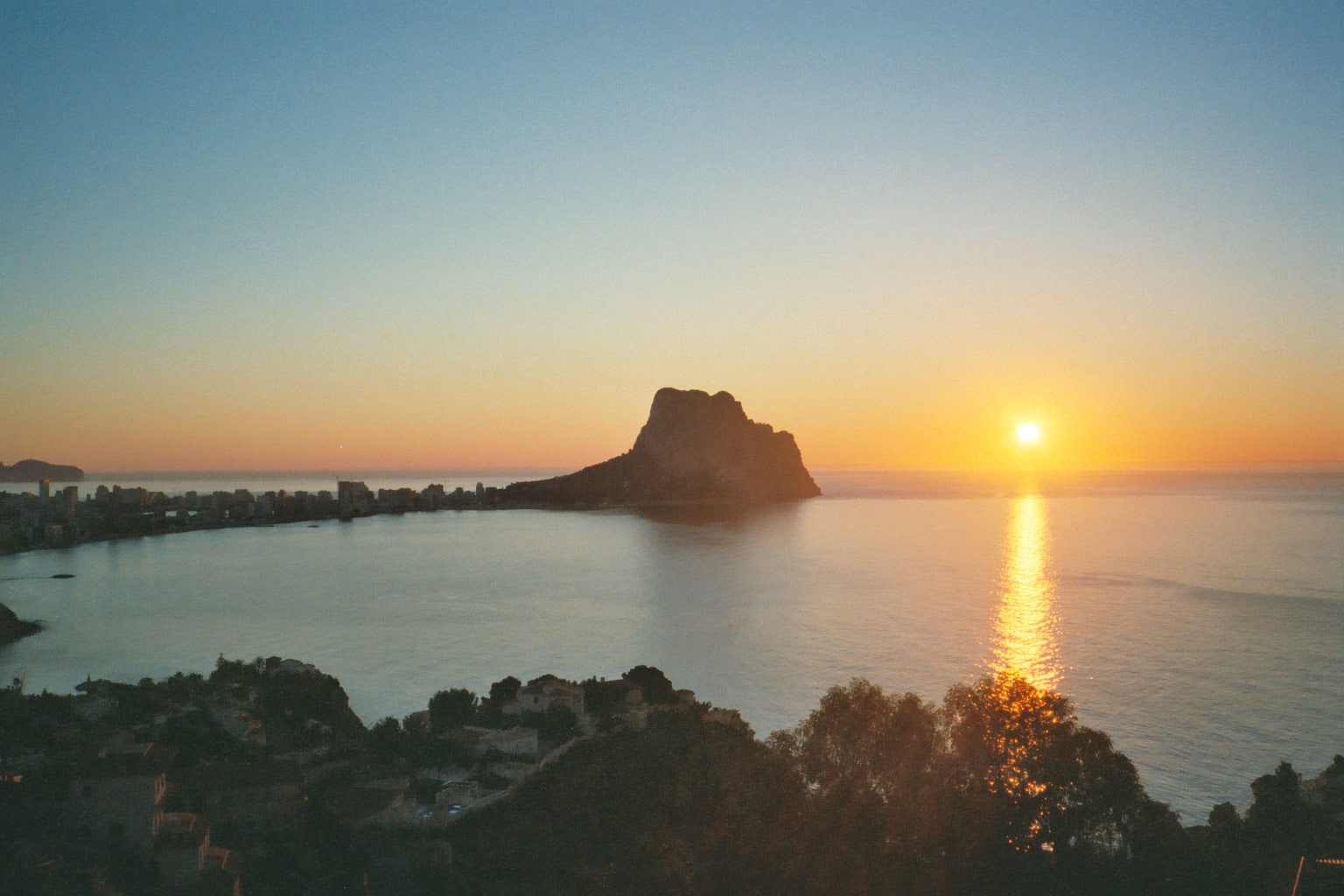
Vista del Peñón de Ifach al tramonto

Il parco naturale del Peñón d'Ifach è un parco naturale della provincia di Alicante, nella Comunità Valenciana, in Spagna.
Il parco di 47 ettari di superficie totale venne dichiarato parco naturale dal governo valenciano il 28 gennaio 1987; si trova nella comarca della Marina Alta, a nord della provincia di Alicante.

## Orografia
Il parco sorge su di un promontorio isolato nella costa nord della Provincia di Alicante, più precisamente nel comune di Calpe ed è una delle ultime articolazioni della cordigliera Betica raggiungendo un'altitudine di 332 metri. Il monolito calcareo discende in modo brusco fino al mare ed è unito al continente da un istmo detritico. Date le sue caratteristiche fisiche è classificabile come un vertice geodetico di terz'ordine e fu utilizzato per la triangolazione della Spagna.